# Ключ (притока Вали)
Ключ (рос. Ключ) — річка в Росії, ліва притока річки Вала. Протікає по території Можгинського району Удмуртії.
Річка починається на південній околиці колишнього присілку Альнецьк. Протікає спочатку на північний схід, потім повертає на південний схід. Впадає до річки Ниша навпроти присілку Старі Каксі. Лівий берег стрімкий, правий пологий. У нижній течії приймає праву притоку Пошурку.
Довжина річки — 12 км. Висота витоку — 180 м, висота гирла — 146 м, похил річки — 2,8 м/км.
Уздовж річки лежать такі населені пункти Новопольськ та Замостні Каксі.
| Річка | Це незавершена стаття про річку. Ви можете допомогти проєкту, виправивши або дописавши її. |